# 中国人民解放军通信兵
中国人民解放军通信兵，是中国人民解放军兵种，在中国人民解放军陆军、中国人民解放军海军、中国人民解放军空军、中国人民解放军火箭军中均有设置。

## 沿革
1930年5月，全国红军代表会议讨论通过的《中国工农红军编制草案》中，统一规定了通信部队的编制，标志着初创时期的红军通信力量开始从分散配伍向正规化方向发展。1930年7月彭德怀部打长沙，占领长沙后与黄公略部只隔一条铁路，但互相不能通信。从那时起，红军就感到非要建立无线电通信不可。第一次反“围剿”时，红军总部命令所有部队必须把缴到的无线电台和俘获的无线电人员一律保留下来，送总部处理。1930年12月30日，红一方面军在龙冈全歼了张辉瓒的第18师师部和两个旅，配属第18师的交通兵团无线电第一大队第五分队（番号为 KFF )的通信技术人员除沈定外都被俘。在宁都县小布集中时共有10个电台人员：队长李仁忠（改名李三毛、第三次反“围剿”中逃跑），报务员王诤（原名吴人鉴）、吴如生（原名罗世镕）、韦文宫（原名韩侬冠），机务员刘盛炳，文书李家驹，架线班长李国梁，刘寅（原名刘达端）。
1931年2月初，在江西宁都县小布开办了红军第一期无线电训练队，队长王诤，政委馮文彬，学员有胡立教、李赤华（女）、李建华（女）、曹丹辉、钟贞一、温亮彰、李立田、骆炳林，吴慕林、周淼、肖英、钟似兰（女）等共12人。总政委毛泽东和总政治部代主任周以栗常来作形势报告或上党课。这批学员最后剰下10人，学了4个月就参加了第二次反“围剿”作战。第二次反“围剿”前，上海党组织培养的一批报务员和机务员，如伍云甫、涂作潮、曾三等来到中央苏区宁都县的青塘。第二次反“围剿”战役时，红军的无线电报务员开始上机工作。歼灭第二十八师公秉藩部时，缴到1套100瓦电台。王诤、伍云甫、曹丹辉、涂作潮等毛、朱前指，刘寅和曾三带大电台以及公秉藩部过来的人随叶剑英在后方无线电通信。8月中秋与上海党中央沟通了无线电联络。二次反“围剿”胜利后，在于都县举办了第二期训练班，学员20余人有邹毕兆、郑执中、欧阳枫等。曹祥仁在红三军团也办了一个无线电训练班。
1931年，上海的党中央派遣无线电人员到鄂豫皖、湘鄂西等根据地。蔡威、宋侃夫、王子纲、徐一新（后改名徐以新）熟记了与党中央、江西苏区、赣东北苏区、湘鄂西苏区通联的4个密码本后到红四方面军开展电台工作。1931年12月，红四方面军在黄安战役中缴获了赵冠英第69师的一部15瓦电台，开始与上海党中央和中央苏区台（老康即曾三）、湘鄂西苏区的无线电通信。1932年5月苏家埠战役胜利，缴获了4部电台和大批无线电器材。开始第一期训练班培养了20多名无线电人员。川陕苏区时期，红四方面军从2部电台发展到5部电台，台长分别是王子纲、蔡威、宋侃夫兼、游正刚、徐明德。宣达战役缴获刘存厚部的2部电台。在通江县毛浴镇开办了第二期通信训练班，学员30多人。首先破译了田颂尧的“通密”，后陆续破译了刘湘、中央军、滇军、黔军的密码。中央红军长征初期还提供敌情破译通报，有力支援了运动中的红一方面军的侦察工作。
1932年6月，军委曾派一部电台到湘鄂赣军区工作，由肖英任队长、徐萍任政委。1932年12月，军委派阎佩斋(阎知非)、周德元、张有年等随萧克军长带一部50瓦电台到红八军(湘赣军区)。1933年5月初、5月底，湘赣军区根据邹毕兆破译敌军密电转发的《密息》情报，在九渡、棠市两次设伏，取得两次大捷，歼敌3个团，缴获5瓦电台一部，王永浚自此参加红军。1933年6月，任弼时带一部5瓦电台，出任湘赣省委书记兼湘赣军区政治委员，湘赣军区成立无线电中队，阎知非任中队长，江文任政治委员，明确规定：电台除定时执行联络任务外，大多数时间都用来侦收敌人的电报。任弼时具体参加破译，后调王永浚专门从事无线电侦察工作。1934年4月5日的沙市战斗，就是任弼时侦获了敌人进攻计划、兵力部署、出动时间和行进路线，我军事先设伏，而取得了歼灭敌四十三旅600人、俘敌1000余人、缴枪2000余支、活捉敌旅长侯鹏飞的胜利。宁都起义的张有年报务技术很强，任弼时高度信任，一直让其担任侦察台队长。1934年8月，任弼时奉命率领红六军团西征，与贺龙红三军（后恢复二军团番号）会合。但贺龙部队没有电台，联系不上。任弼时采取“间接侦察”办法，从敌军密电中追踪“贺龙匪部”动向，历经78天，跨越湘鄂川黔4省、2500余公里，一直到1934年10月24日才追上。贺龙率红二军团在没有电台的情况下，以报纸刊载的中外电讯为唯一的消息来源。贺龙、关向应从酉阳东南部的南腰界小学的一份报纸上看到“江西萧克匪部第六军团窜入黔东，企图与贺龙匪部会合”的消息，便立即兵分两路，主动出迎。终于在黔东印江县木黄镇二、六军团胜利会师。贺龙说：“二军团有两年多的时间与中央失去联系，弄得我们好苦啊！今后对电台一定要保护好，就是部队损失一个团，也得保住电台！”任弼时说，二军团两年多得不到中央的指示，这确实是一件很痛苦的事!任弼时从红六军团仅有的两部电台中调一部给红二军团。当时二军团使用的还是北伐军时的号谱，六军团用的是中央红军统一制定的号谱，因而双方在用军号互相问答时发生怀疑，幸好李达率六军团一部已先期与二军团会合，这才消除了误会。1934年11月16日，在龙家寨歼龚仁杰、周燮卿2个旅，缴枪2000余支，缴获了一部电台，红六军团又有两部电台。任弼时决定组建侦察小分队，张有年为队长，任命机要科长龙舒林为分队政委，并选送4名精干的报务员，破译能手王永浚也调入小分队。随后又成就了陈家河、桃子溪和忠堡歼灭战。湘赣军区开办过两期无线电训练班，这些同志都分配在二、六军团工作。在湘鄂川黔军区办过一期无线电训练班。
1934年8月，成立中央军委通信团，由军委通信联络局领导，团长王诤，政委伍云甫兼，辖：
- 无线电营 营长罗若遐
  - 第一分队（15瓦电台）队长罗若遐兼
  - 第五分队（100瓦电台）负责和上海临时中央局的通联
  - 第六分队（15瓦电台）
  - 第二十九分队（5瓦电台）
  - 第三十分队（5瓦电台）
- 有线电大队
- 通信教导大队（红军通信学校改编），大队长刘光甫（红军西路军失败时被俘叛变），政委曾三

长征之前，中央苏区和红一方面军共有17部电台。长征开始前留下了3部电台，给刘伯坚、项英和江西军区，带走其余14部电台长征，运输队有200多人，无线电器材100多担。与红四方面军懋功会师时，中央红军共有电台12部，红四方面军共有电台5部。两军混编，红四方面军电务处变成红军总司令部三局，局长宋侃夫，副局长兼政委伍云甫。统一编为第一至第12电台，其中前五个电台来自红四方面军。岳夏的第十台为呼号CSR的新闻台。蔡威领导的电台扩编为红军总司令部二局，局长蔡威，副局长罗舜初。红军总部成立通信训练大队（后改为红军通信学校），学员300多人，校长伍云甫兼，政治协理员李庭全。调了几部电台给红四方面军。红五军团、红九军团又带走了一些电台。9月10日党中央率红一、三军单独北上时，留在左路军和右路军南下部队的电台共有12部，党中央和红一、三军带走小电台5部，报务员23人，见习员4人，机务员3人，机工2人。其电台分布情况为：随党中央行动1部电台（29分队），军委纵队1部电台，红一军团两部电台（率先头部队前进的林彪和率主力及军委纵队、红军大学等机关、学校北进的聂荣臻各1部），红三军团1部电台（23分队）。原来长征路上带着的百多担器材，到陕北后只剰下1担零件了。中央军委与二、六军团联络的电台及密码本原来一直都放红军总司令部，随朱德编入了左路军，电台和密码本就落入了张国焘的手中。
中央红军到陕北后，陕北红军有3部电台，加上中央红军带来的5部电台，共8部电台，配属在前方总指挥部1部，后方总部2部，新闻台1部，红一军团2部，红十五军团2部。中央红军在陕北开始为长征途中的红四方面军提供在西北的中央军、马家军的敌情通报。因此1936年7月2日红二、六军团抵达西康省甘孜与红四方面军胜利会师时，任弼时、贺龙等领导并不知道中央与张国焘的分歧。任弼时通过朱德要来了与中央通报的密码本，沟通了与中央军委的直接联络。
时任中央军委第一电台队长的陈士吾在1983年回忆，中央到达陕北后，曾多方努力寻找任弼时的电台，并且在1936年1月接通了联络，但密码本已在张国焘处，电报用的是明码。中央一来担心军情泄漏，二来考虑到电报经四方面军转有利于红军的团结，最后还是主动终止了联络。
1936年10月30日，红四方面军三局带7部电台随西路军渡过黄河。三个军各配一部电台，总指挥部两部。三局长宋侃夫和王子纲、刘寅等在三局机关工作。电台台长有汪名震、耿锡样、荆振昌、徐明德、曾庆良等。总指挥部机要科科长陈（黄）学谦，译电组长高峻。由于红四方面军二局没有过去，徐向前、陈昌浩、李特就叫宋侃夫和王子纲想办法破译马家军的密电。参考孙蔚如部地下党员武志平以前送给红四方面军的陕军的密码底本，西路军到永昌时才把马家军的密码搞出来。红五军的电台由军政委黄超留在军部驻地抚彝县城（今临泽），军长董振堂去前沿高台未带电台，不能及时掌握敌情，西路军总部也不能及时丁解战况，只是通过总部电台从敌人通报中了解高台的粗略情况。高台一役，就因未带电台跟进失去联络而留下了惨痛的教训。1937年2月间高台围攻董振堂的红五军3000人时，敌军已经不用密码了，完全用明码，王子纲就抄一句送一句，电报的主要内容是什么时候攻城了、打巷战了、上房了，最后是董振堂军长牺牲了。西路军左支队出祁连山前，陕北的党中央致电指示去新疆星星峡，共产国际已派人通过新疆关系接应。这对西路军最后余部突围生存至关重要。
抗日战争爆发时，无线电工作人员共计196名。组建军委作战部第三局作为领导机关。通信和机要工作虽然有严格周密的制度规定，但抗战时期“部队大部都是新的干部，多是才提升的，而对机要工作的认识与了解是特别不注意，有些亦不知从何注意起”。速成培训的报务和机要人员也有类似情况。很多新晋的旅、团级干部初次接触电台和机要工作，对机要工作的重要性认知不足，更谈不上对机要人员进行严格、有效的管理，很多中下级军事干部不懂使用电台。如1939年冬季晋察冀军区反扫荡战役中，有部队对电台使用注意不够，二团几天不架线，以致没有收到军区给二团的黄土岭战斗的命令。1939年10月，将各种制度简化为几项具体办法，要求部队首长及译电员切实执行，如有不注意而发生问题，须由政治委员绝对负政治上的责任。冀中军区部队在1937年底电台2部；1938年底至1939年初，各军分区配备了电台；1939年底各正规团基本上都配备了电台；1941年底部分地区队配备了电台；1942年五一大扫荡前电台共计52部。1941年7月，中央军委参谋部认为百团大战的胜利“说明了我军通信联络上的成就。因为没有健全通信联络而欲遂行分散的大军同时出动与配合作战的任务是不可能的”。
1942年4月，八路军供给标准中，师级干部和正副部长月津贴费5元；电讯人员津贴费：甲、报务员5个等级，分别是20、16、12、10、8元；乙、见习员3个等级，分别是6、4、3元；丙、摇机员2.5元。1942年5月，中共中央书记处批准的文化技术干部待遇条例，将包括无线电在内的技术干部分为3类：甲、津贴每月15—30元，伙食以吃小灶为原则，窑洞一人独住、保证内部阳光空气之足够，衣服每年特制棉单衣各一套；乙、津贴每月6—14元，伙食由各机关自行处理，窑洞尽量做到单人居住，衣服照延安一般工作人员标准发给；丙、津贴每月3—6元，伙食、窑洞、衣服由各机关自行处理。
1939年日军原隶属中国驻屯军司令部内的特种情报班转隶华北方面军，负责密码破译、窃听、探测方向。“以百团攻势为转折，首先在方面军的情报技能上进行了空前的革新和加强”。 1941年2月，日军破译八路军部分密码。此后一年多的时间里，对中共的密码破译工作一直进行。1942年3月，日军“对以冀中军区司令部为中心的电报密码破译成功，虽然是断断续续的，但已能掌握了该司令部的动静”。 1942年4月中共中央向各战略区发出警示：“日本在太原、济南、上海、北平等地均设有庞大的猜译机关，并猜出我方某些电报。”1942年12月，中共中央再次警示：“最近国民党猜出我们一些密码，甚至猜出我们一报一码制的密码。”中央机要科认为：1942年“日军很熟悉八路军、新四军的部署，如苏北战役、山东部队位置，甚至司令部遭突然袭击，或知道总部一二九师电台住哪里，假冒军部及二师呼号等”。1943年6月，邓小平向中央军委汇报日军扫荡太行区时无线电侦察的情况：“空前地加强侦察，以避免无的放矢，求得捕捉不空，并且互相配合。有些间谍并附带无线电话和电报，故在“扫荡”前后与“扫荡”之中，能及时地利用谍报作切合实际的布置与机动。敌人为要捕捉统帅机关，经常不断地探测我每个无线电台机器声音、拍电手法、移动位置、如何改变呼号及波长。”滕代远指出此次太行反“扫荡”所缴获敌军文件中，有“十八集团军总部、一二九师师部电台从5日19时以后即不出现”，“一二九师电台于6日12时半又出现”的记录，“这是在我们改用新呼号、波长三个钟头以后敌人就侦察出来了，可见敌人对我无线电侦察是如何迅速详细而准确”。
第二次国共内战时期，通信兵进一步壮大。
- 东北民主联军通信学校/大连“关东电气专门学校”：校长段子俊，副校长罗若遐
- 华东通信学校，校长黄荣
- 西北通信学校，校长刘克东
- 晋察冀军区电讯工程专科学校，校长曾涌泉兼

为了适应解放战争转入战略决战和全面进攻的新形势，1948年9月16日至10月15日中央军委三局根据中共中央政治局九月会议指示，在平山县下槐镇东南部的王家沟召开了“全军部队通信会议”，中央军委作战部副部长兼军委三局局长兼三局政委王诤，副局长王子纲、刘寅，局机关办公室和无线电总台负责人，华北军区三处处长钟夫翔、中原军区三局局长張有年、华东军区三局局长曹丹辉和副局长黄荣、陕甘宁晋绥联防军司令部通信科科长龙振彪、晋绥军区司令部通信科科长荆振昌等参加会议，东北军区通信部门因正值辽沈战役未派人参会。9月27日，中央军委作战部部长李涛出席会议并作了形势报告，提出对通信联络的新要求。局长王诤主持会议并作了总结，阐述了通信工作 面临的形势与任务，目前通信联络情 况和改进意见，提出了逐步实行党、 政、军通信系统分设、地方电信军管与发展电信工业的设想等问题；副局长王子纲就当前对敌军无线电电斗争问题，副局长刘寅就在职干部教育与争取旧技术人员问题作了专题讲话。会议研究了解放战争后期的通信工作，对决战时期通信保障和通信接管工作作出全面部署1948年10月地方电信与邮政合并统一管理。11月2日，中共中央发出了《关于建立政府系统电信管理机构与统一电信工作领导问题的指示》，对如何接收管理全国电信行业的工作作出了组织安排和政策规定。中央还决定，各地电信、邮政先分别接管，由军委三局组建电信接管部，负责新解放区的电信接管工作；由各地财经办负责建立邮政接管机构。11月2日中央军委、总政治部发出了《关于争取解放电信技术人员问题的指示》，对如何接收管理全国电信行 业的工作作出了组织安排与政策规定。军委三局相继组建了晋冀鲁豫、东北、华东地区通信学校及电讯工程学校，加速培训通信人才，陆续培训电信技术人员5000多人。1948年12月，华北人民政府批准改称华北人民政府交通部邮电总局，主管华北解放区邮政与电信事务。局长苏幼农，副局长成安玉、冯树章。
三大战役期间，为了满足前线的需要，总台报务员不断减少，联络对象急剧增多，必须同军委三局通信总台直接联络的电台增加到20多个；可越级指挥、越级上报的电台大量增加；电报量急剧增多。毛泽东亲自看过的总台收进的各野战军的电报达千余份，总台发出他亲自起草的电报即有400余份。
1949年1月初，中央军委三局局长王诤和副局长王子纲、刘寅从西柏坡出发，来到河北省获鹿县白沙村，与华北军区司令部三处处长钟夫翔、政委林伟会合，研究北平、天津解放后的通信业接管工作，明确：军委三局重点负责北平通信接管工作，华北军区重点负责天津通信接管工作；通信接管要在两市军事管制委员会的统一领导下进行。1949年1月，中央军委三局局长王诤兼任北平军事管制委员会物资接管委员会电讯部部长。李强、王子纲、刘寅兼任军管会电信接管部副部长。1949年1月31日，北平宣告和平解放。2月3日晚，王诤率领相关人员来到西长安街3号院，接管了原国民党政府第七区（华北）电信管理局，在此架起电台，设立了电信接管部。西长安街3号院就是后来邮电部、信息产业部及现在的工业和信息化部的机关所在地（新门牌编号为西长安街13号院）。这里早先是一个王府大院，清末民初邮传部曾设在这里，后为国民党政府华北电信管理局所在地。1949年2月3日，军代表王子纲、李玉奎和地下党员李雪等率队正式接管北平电信局。当时北平电信局的业务主要包括市话、长话、电报和无线，拥有电报电路52路（国内46路、国际6路）；长途线路67路（国内有线54路、国内无线12路、国际1路）；市内电话交换机25330门（自动16100门、共电9000门、磁石230门），共有用户22451户。还接管了北平广播电台和联勤、剿总、省府、保安四个系统等的电信部门。军管的主要任务是：立刻着手“安定情绪，恢复业务；保护资财，严防破坏；熟习情况，准备接管”；保证通信联络“解放一城，通达一地”。1949年3月23日在香山慈幼院理化馆旧址设立香山电话专用局开通运营，初装自动交换机150门，扩充线路60.24公里；后又用一天时间安装人工交换机一部。
1949年4月，按照中央军委决定，中央军委三局压缩机构，撤销了原来的三个办公室和工程处、卫生所等机构，仅保留了军队通信联络科、军用器材科和总务科三个科服务军事通信。
中华人民共和国成立后，1950年5月，军委作战部第三局改称军委通信部，王诤任部长。1951年2月，军委副主席周恩来批准各军区成立通信团。1954年，军委通信部改称中国人民解放军总参谋部通信部。1954年3月，通信部队统一整编，又组建了若干通信团、独立通信营，并且将总部、各军区、各特种兵的直属通信勤务部队统一命名成各级通信枢纽部。1956年4月，改称中国人民解放军通信兵部。1959年3月，改称中国人民解放军总参谋部通信兵部。1961年2月，改称中国人民解放军通信兵部。1975年3月，改称中国人民解放军总参谋部通信部。1985年，通信兵部队精简整编，撤销部分通信团，新建指挥自动化工程站，各军区的通信总站也根据各军区的调整分别作了相应调整。由此，通信兵部队的组织编制更适应军事通信需要。1990年代，中国人民解放军通信兵已发展为由多种专业部（分）队组成的专业技术兵种，保障中共中央、中央军委和各总部的指挥，在战略、作战、训练、科研、抢险救灾、支援国家建设中完成各项通信保障任务。
中国人民解放军通信兵是跨军种设置的兵种，在中国人民解放军陆军、中国人民解放军海军、中国人民解放军空军、中国人民解放军火箭军中均有设置。

## 编制
中央军事委员会联合参谋部设有中央军事委员会联合参谋部信息通信局，主管指挥通信保障。在各军种设置通信兵部队。团以上通信兵部队有：
中央军事委员会联合参谋部
- 中央军委联合参谋部信息通信局
- 中央军委联合参谋部信息保障基地

中央军事委员会后勤保障部
- 中央军事委员会后勤保障部通信团[12]

中国人民解放军战区
- 中国人民解放军东部战区通信团[13]
- 中国人民解放军南部战区通信团[14]
- 中国人民解放军西部战区信息通信旅[15]
- 中国人民解放军北部战区通信团[16]
- 中国人民解放军中部战区通信团[17]

中国人民解放军陆军
- 中国人民解放军东部战区陆军：
  - 中国人民解放军陆军第一集团军通信团[18]
  - 中国人民解放军陆军第十二集团军通信团[19]
  - 中国人民解放军陆军第三十一集团军通信团[20]
- 中国人民解放军南部战区陆军：
  - 中国人民解放军陆军第十四集团军通信团[21]
  - 中国人民解放军陆军第四十一集团军通信团[22]
  - 中国人民解放军陆军第四十二集团军通信团[23]
- 中国人民解放军西部战区陆军：
  - 中国人民解放军陆军第十三集团军通信团[24]
  - 中国人民解放军陆军第二十一集团军通信团[25]
  - 中国人民解放军陆军第四十七集团军通信团[26]
- 中国人民解放军北部战区陆军：
  - 中国人民解放军陆军第十六集团军通信团[27]
  - 中国人民解放军陆军第二十六集团军通信团[28]
  - 中国人民解放军陆军第三十九集团军通信团[29]
  - 中国人民解放军陆军第四十集团军通信团
- 中国人民解放军中部战区陆军：
  - 中国人民解放军陆军第二十集团军通信团[30]
  - 中国人民解放军陆军第二十七集团军通信团[31]
  - 中国人民解放军陆军第三十八集团军通信团[32]
  - 中国人民解放军陆军第五十四集团军通信团[33]
  - 中国人民解放军陆军第六十五集团军通信团[34]
- 中国人民解放军新疆军区通信团[35]
  - 中国人民解放军南疆军区通信团[36]
- 中国人民解放军西藏军区通信团[37]
- 中国人民解放军北京卫戍区（暂无）

中国人民解放军海军
- 中国人民解放军海军通信总站[38]
- 中国人民解放军东部战区海军通信总站[39]
- 中国人民解放军南部战区海军通信总站[40]
- 中国人民解放军北部战区海军通信总站[41]

中国人民解放军空军
- 中国人民解放军空军通信团[42][43]
- 中国人民解放军东部战区空军通信团[44]
- 中国人民解放军南部战区空军通信团[45]
- 中国人民解放军西部战区空军通信团[46]
- 中国人民解放军北部战区空军通信团[47]
- 中国人民解放军中部战区空军通信团[48]
- 中国人民解放军空降兵第十五军通信团[49]

中国人民解放军火箭军
- 中国人民解放军火箭军通信团
- 中国人民解放军火箭军第五十一基地通信团
- 中国人民解放军火箭军第五十二基地通信团
- 中国人民解放军火箭军第五十三基地通信团
- 中国人民解放军火箭军第五十四基地通信团
- 中国人民解放军火箭军第五十五基地通信团
- 中国人民解放军火箭军第五十六基地通信团
- 中国人民解放军火箭军第二十二基地通信团

中国人民解放军战略支援部队
- 中国人民解放军战略支援部队通信团[50]
- 中国酒泉卫星发射中心（中国人民解放军第二十试验训练基地）通信总站
- 中国核试验基地（中国人民解放军第二十一试验训练基地）通信总站
- 中国卫星海上测控部（中国人民解放军第二十三试验训练基地）通信总站
- 中国太原卫星发射中心（中国人民解放军第二十五试验训练基地）通信总站
- 中国西昌卫星发射中心（中国人民解放军第二十七试验训练基地）通信总站

## 历任领导
| 主任 1. 王诤 中将（1956年4月—1959年4月） 2. 江文 少将（1959年4月—1969年6月） 3. 周世忠（1969年6月—1975年3月） | 政治委员 1. 朱明（1956年10月—1963年3月） 2. 黄文明（1963年3月—1965年8月） 3. 陈鹤桥（1965年8月—1975年3月） |

| 副主任 - 曹丹辉（1956年4月—1958年11月） - 江文（1956年4月—1959年4月） - 李景瑞（1956年4月—1959年4月；1961年2月—1963年12月） - 林伟（1961年2月—1963年12月） - 孙俊人（1961年2月—1962年6月） - 黎东汉（1963年12月—1975年3月） - 龙振彪（1963年12月—1975年3月） - 周涌（1963年12月—1975年3月） - 陈挽澜（1964年6月—1975年3月） - 樊哲祥（1965年10月—1966年5月） - 崔伦（1969年8月—1975年3月） - 黄萍（1969年12月—1975年3月） | 副政治委员 1. 王赤军（1956年4月—1959年4月；1961年2月—1963年12月） 2. 范阳春（1963年12月—1975年3月） 3. 吴钊统（1969年8月—1975年3月） |

| 参谋长 - 江文1956.9.24---1960.5 - 周涌1962.2---1964.6 - 崔伦1964.6---1969.10 - 屈培壅1969.10---1975.3 | 副参谋长 - 熊梦飞1957.10---1969.10 - 黄萍1957.10---1960.7 - 崔伦1957.10---1962.2 - 张凯1960.3---1970.12 - 马克绍1963.2---1970.12 - 颜吉连1963.4---1966.5 - 罗长波1965.10---1975.3 - 屈培壅1965.10---1969.10 - 黄学文1969.9---1975.3 - 田振东1969.10---1975.3 - 李文昌1969.10---1975.3 - 陈云东1970.5---1975.3 - 曹景华1970.12---1975.3 |

| 政治部主任 - 范阳春1956.10.4---1964.6 - 国林之1964.6.2---1969.10 - 吴钊统1969.8---1970.12 - 刘鸿儒1970.12---1973.1 | 政治部副主任： - 张明1957.5---1964.5 - 周浣白1960.3---1974.10 - 王善甫1964.10---1975.3 - 刘鸿儒1969.9---1970.12 - 齐承悦1969.9---1975.3 - 吕生润1970.12---1975.3 - 陈昂1970.12---1975.3 |

| 干部部部长： - 周浣白1957.10---1959.4 | 干部部副部长： - 郭铁1957.10---1959.4 |

| 训练部部长： - 李景瑞[兼]1956.9---1959.4 | 训练部副部长： - 柳仁甫1957.10---1959.4 - 张凯1957.10---1959.4 |

| 后勤部部长： - 陈挽澜1961.3---1964.6 - 颜吉连1964.5---1968.8 - 俞涛1969.10---1975.3 - 朱家霖1972.5---1975.3 | 后勤部政治委员： - 郭铁1963.11---1975.3 - 贺佰昇[第二]1973.12---1975.3 |

| 后勤部副部长： - 李保忱1961.3---1962.2 - 王昌培1963.2---1975.3 - 朱家霖1963.2---1972.5 - 孙银彪1963.2---1975.3 - 俞涛1964.2---1969.10 - 高晴普1969.9---1975.3 - 杨家祥1969.10---1975.3 | 后勤部副政治委员： - 孙银彪1961.2---1963.2 - 张自珍1972.9---1975.3 |

| 器材部部长： - 梁骥1957.10---1959.4 - 俞涛1961.3---1962.2 | 器材部副部长： - 王昌培1957.10---1959.4 - 王昌培1961.3---1962.12 - 朱家霖1961.3---1962.12 |

| 第五部部长： - 颜吉连1961.3---1962.12 | 第五部副部长： - 唐士吉1961.3---1962.12 |

| 科学技术部部长： - 孙俊人1957.10---1959.4 - 孙俊人1961.3---1962.6 - 李砚田1964.5---1969.8 - 陈云东1969.10---1970.3 | 科学技术部政治委员： - 贺伯昇1969.8---1970.3 |

| 科学技术部副部长： - 李庄1957.10---1959.4 - 李兆吉1961.3---1964.7 - 唐士吉1963.2---1963.5 - 李砚田1963.2---1964.5 - 周维唏1964.5---1970.3 - 刘永福1964.5---1970.3 |